# Фазель, Рене
Рене́ Фа́зель (нем. René Fasel, 6 февраля 1950, Фрибур, Швейцария) —бывший хоккейный функционер. Президент Международной федерации хоккея на льду (1994—2021), член Международного олимпийского комитета (1995—2021), в 2008—2016 годах входил в исполком МОК. Профессиональный дантист. Текущий акционер в яблочном бизнесе.

## Биография
Свою карьеру Рене Фазель начал в 1960 году в 10-летнем возрасте в качестве игрока молодёжного состава хоккейного клуба «Фрибур-Готтерон», команды своего родного города. Далее продолжил карьеру в составе родного клуба сначала в любительской, а затем в лиге В Швейцарской национальной лиги — второй по значимости лиге Швейцарии. За «Фрибур-Готтерон» Рене Фазель играл до 1972 года. В настоящее время является почетным членом клуба.
В 1972 году Рене Фазель стал судьей. В этом качестве он оставался до 1982 года, проведя 37 международных матчей. В 1982 году стал председателем судейской комиссии Швейцарской хоккейной лиги. Он был председателем Комитета арбитров до 1985 года.
В 1985 году Рене Фазель был избран на пост председателя Швейцарского хоккейного союза (нем. Schweizerischer Eishockeyverband). Уже в следующем году Рене Фазель был избран членом Совета ИИХФ. Он стал председателем сразу двух Комитетов: судейского и маркетингового. Посвятив себя полностью работе в Международной федерации хоккея на льду (ИИХФ), Рене Фазель подал в отставку со всех постов в родном клубе «Фрибур-Готтерон».
В 1994 году на Генеральном Конгрессе в Венеции Рене Фазель был избран президентом ИИХФ, оставаясь с тех пор её бессменным руководителем на протяжении уже 4 сроков. Последний раз его полномочия подтвердил Генеральный конгресс 2008 года в Монреале и продлил их до 2012 года. На выборах он не имел конкурентов после того как свою кандидатуру снял Калерво Куммола (англ. Kalervo Kummola). На посту президента ИИХФ Рене Фазель стремится установить более тесные контакты с профессиональными организациями в Северной Америке, в том числе между ИИХФ и НХЛ. Благодаря заключенному им в марте 1995 года соглашению с НХЛ профессиональные игроки впервые соревновались на Зимних Олимпийских играх в Нагано в 1998 году. По его предложению был сформирован комитет по выборам кандидатов в Зал славы ИИХФ, а в 1997 году в Зале хоккейной славы НХЛ в Торонто открыта экспозиция «Мировой хоккей». Большое внимание Рене Фазель уделяет развитию инлайн-хоккея (хоккея на роликовых коньках).
В 1992 году он стал членом Швейцарской олимпийской ассоциации (нем. Swiss Olympic Association). В июне 1995 года он (вместе с президентами других ведущих федераций) и впервые в истории ИИХФ стал членом Международного олимпийского комитета. В 2002 году был избран президентом «Ассоциации международных зимних Олимпийских спортивных федераций». Он также председательствовал на Оценочной комиссии МОК на зимних Олимпийских играх 2010 года в Ванкувере. Его мандат члена Исполкома МОК был продлен на 120-й сессии МОК 7 августа 2008 года.
Фазель женат на Фабьен Фонлантен (англ. Fabienne Vonlanthen) и имеет четверых детей (Николас, Анна, Питер и Жан-Филипп). В швейцарской армии он получил звание капитана. Он учился в университете Фрибура и Бернском университете и стал доктором стоматологической хирургии в 1977 году. Затем он открыл свою собственную фирму. Занимался юридической практикой. В 1986—1991 являлся членом регионального парламента Фрибура. В 1997 году МОК поручил ему провести исследование стоматологического лечения олимпийцев, доклад «Стоматология спорта и Олимпийские игры» был опубликован в 2005 году.
В январе 2021 года на фоне протестов в Белоруссии Фазель за встречу с Александром Лукашенко подвергся критике в западных странах, большинство из которых не признали итоги выборов президента страны. Во время встречи Фазель обсудил с президентом Белоруссии чемпионат мира по хоккею 2021 года, который должен был пройти в Минске и Риге (Латвия). Позднее Фазель опубликовал фотографию с Дмитрием Басковым, президентом Федерации хоккея Белоруссии, которого западная общественность обвинила в участии в «правительственных репрессиях», а также в возможной причастности к убийству активиста Романа Бондаренко.
Фазель получил российское гражданство в 2023 году и приобрел 54% акций холдинга «Алма», производящего яблоки.

## Награды
- Кавалер ордена Почётного легиона (2004, Франция).
- Орден Дружбы (29 декабря 2010 года, Россия) — за большой вклад в развитие сотрудничества с Российской Федерацией в области спорта[5].
- Орден Дружбы народов (4 сентября 2014 года, Белоруссия) — за значительный личный вклад в подготовку и проведение чемпионата мира по хоккею 2014 года в г. Минске[6].
- Крест Признания III степени (1 ноября 2010 года, Латвия)[7].
- В 2003 году престижное издание «Sport Intern Newsletter» внесло Фазеля в список 13 самых влиятельных личностей в спорте.
- Украинская премия «VIZHIBU» за значительный вклад в развитие и популяризацию хоккея в мире (2004).
- Специальный приз от Швейцарской ассоциации (2008 год).
- Член зала славы ИИХФ (2021 год)[8].
- Орден Национального олимпийского комитета Республики Беларусь (2008 год)[9].